# Munster van Ulm

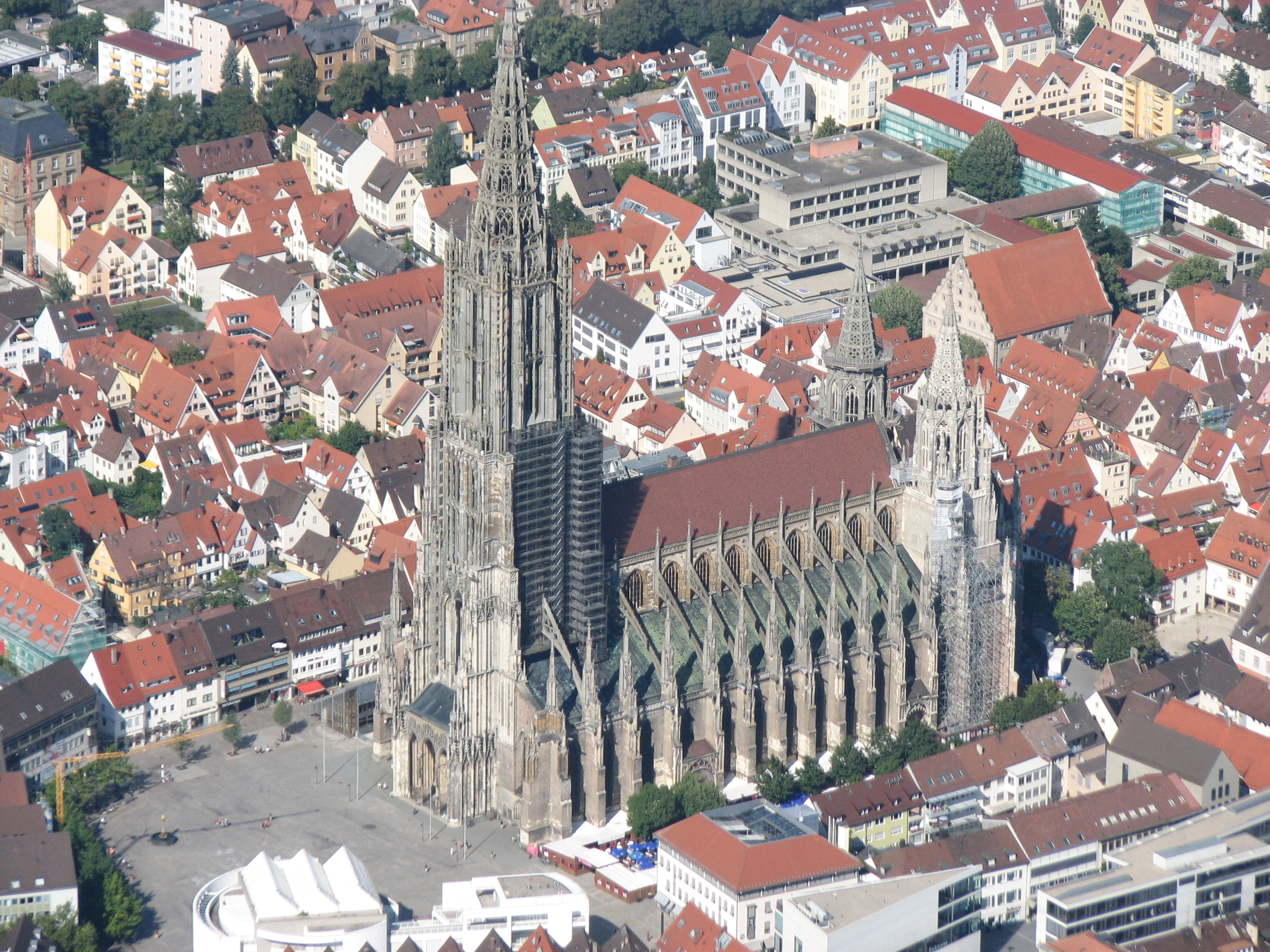
Munster van Ulm vanuit de lucht

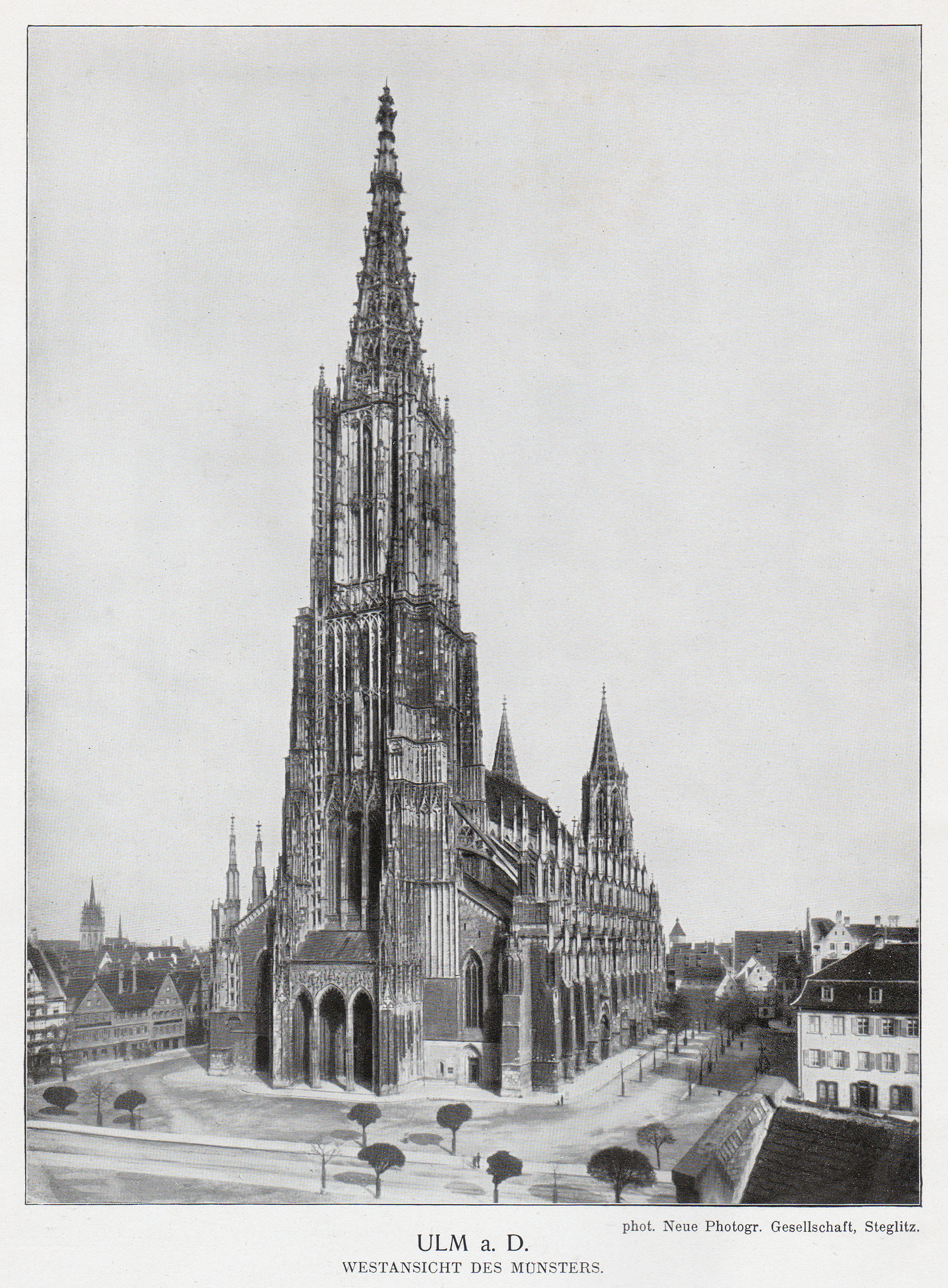
Ulm, westaanzicht van de Munster

Het munster van Ulm is de in gotische stijl gebouwde hoofdkerk van Ulm in Baden-Württemberg. Het gebouw staat vooral bekend om zijn toren, de hoogste kerktoren ter wereld. De kerk heeft nooit de status van kathedraal gehad. Sinds 1531 is het een protestantse kerk. Het munster behoort tot de gotische kerkgebouwen waar al in de middeleeuwen aan begonnen is, maar die pas eind 19e eeuw werden voltooid.

## Afmetingen
Beroemd is deze kerk vooral door de kerktoren van 161,53 m, sinds 1890 de hoogste ter wereld. Hij kan beklommen worden tot ongeveer 150 m, via 768 treden. Niet alleen de toren, ook het kerkgebouw zelf heeft zeer grote afmetingen: een lengte van 123,56 m, een breedte van 48,8 m, een oppervlakte van 8260 vierkante meter. De gewelfhoogte van het middenschip is 41,6 m.

## Bouwgeschiedenis
Met de bouw is in de 14e eeuw begonnen. In 1377 begon men met het koor, zoals gebruikelijk. In de navolgende 150 jaar hebben vele bouwmeesters aan de kerk gewerkt. Eerst werd het een hallenkerk, met 3 gelijke schepen. Een plan voor een 150 m hoge toren was er toen al. In 1405 werd de kerk gewijd. Toen de constructie niet deugdelijk bleek werden de zijschepen in 1492 afgebroken en lager opgetrokken. In 1530 ging de gemeente over tot de protestantse kerk. Van het oorspronkelijk interieur is na de beeldenstorm niet veel bewaard gebleven. De toren was tot ongeveer 100 m opgetrokken. Tot 1844 heeft de bouw vrijwel stilgelegen. In de 19e eeuw kwam er een periode van welvaart en werden de bouwplannen weer groots opgepakt.
Het schijnt dat het bouwplan voor de torenspits nog is aangepast toen bleek dat de dom van Keulen 157 m hoog werd. In 1890 was de bouw voltooid in de huidige vorm. In de Tweede Wereldoorlog heeft de kerk relatief weinig schade opgelopen.

## Interieur
Boven het hoofdportaal is het Bijbelse scheppingsverhaal uitgebeeld.
Er zijn nog gebrandschilderde ramen uit de 15e eeuw. Bijzonder is het koorgestoelte met veel eikenhouten houtsnijwerk uit 1469-1474. Verder een 26 m hoog sacramentshuis uit 1467 en een hoogaltaar uit 1521.
Het hoofdorgel met 95 registers en 7720 pijpen dateert van 1968-1969.